# Sitta cashmirensis
El trepador de Cachemira  (Sitta cashmirensis) es una especie de ave paseriforme de la familia Sittidae.

## Distribución
Se encuentra en las regiones más septentrionales del subcontinente indio, sobre todo a altitudes medias de los Himalayas. La especie se extiende a través de Afganistán, la India, Nepal y Pakistán. El tamaño de la población mundial no se ha cuantificado, pero la especie es descrita como común en el este de Afganistán y el noroeste de la India, y bastante común en Nepal (Harrap y Quinn 1996).
Su hábitat natural son los bosques boreales y los bosques templados.

## Taxonomía
Según el Congreso Ornitológico Internacional y Alan P. Peterson, no se distigue subespecie alguna.